# Campodorus kunashiricus
Campodorus kunashiricus är en stekelart som beskrevs av Dmitriy R. Kasparyan 2003. Campodorus kunashiricus ingår i släktet Campodorus och familjen brokparasitsteklar. Inga underarter finns listade.